# جون ليل
جون ليل (بالإنجليزية: John Lill)‏ هو عازف بيانو بريطاني، ولد في 17 مارس 1944 في لندن في المملكة المتحدة.

## وصلات خارجية
- جون ليل على موقع IMDb (الإنجليزية)
- جون ليل على موقع ميوزك برينز (الإنجليزية)
- جون ليل على موقع أول ميوزيك (الإنجليزية)
- جون ليل على موقع ديسكوغز (الإنجليزية)